# Saïd Benrahma
Mohamed Saïd Benrahma (arabsky: سعيد بن رحمة‎; * 10. srpna 1995 Aïn Témouchent) je alžírský profesionální fotbalista, který hraje na pozici křídelníka ve francouzském klubu Olympique Lyon a v alžírském národním týmu.
Benrahma zahájil svou profesionální kariéru ve francouzském Nice, zde během svého angažmá odešel na hostování do Angers, Gazélec Ajaccio a Chateauroux. V roce 2018 přestoupil do anglického druholigového Brentfordu, kde v dresu londýnského klubu nastřílel 27 gólů v 83 ligových zápasech. Následně odešel na hostování s opcí do West Hamu, který opci na trvalý přestup uplatnil v roce 2021.

## Klubová kariéra

### Nice
Benrahma zahájil svoji mládežnickou kariéru v alžírském klubu NRB Bethioua, předtím, než se s rodiči přestěhoval do Francie a prošel akademiemi Balma SC a Colomiers a poté v roce 2013 nastoupil do prvoligového klubu OGC Nice. Debutoval dne 5. října 2013 pod manažerem Claudem Puelem v utkání proti Toulouse, když v 75. minutě vystřídal Jérémyho Pieda, nicméně většinu svého angažmá v klubu odehrál v rezervním týmu, za který v letech 2013 až 2016 nastoupil do 37 zápasů a vstřelil 11 branek.
Zranění kotníku a příchod nového manažera Luciena Favreho vedly k tomu, že Benrahma strávil roky 2016 až 2018 na hostováních; konkrétně v prvoligovém Angers a v druholigových týmech Gazélec Ajaccio a Châteauroux. Benrahma opustil Nice v červenci 2018, během svého působení v klubu nastoupil do 18 soutěžních utkání a vstřelil tři góly.

### Brentford
Dne 6. července 2018 se Benrahma přesunul do Anglie, kde přestoupil do Brentfordu, hrajícího EFL Championship, kde podepsal čtyřletou smlouvu s možností dalšího roku, za částku okolo 3 miliónů liber. Svůj první gól v klubu vstřelil 14. srpna 2018 ve svém třetím zápase, v prvním kole EFL Cupu proti Southend United. Po návratu ze zranění v prosinci se Benrahma vrátil do základní sestavy a ve 14 ligových zápasech vstřelil devět gólů. Byl nominován na ocenění pro Nejlepšího hráče soutěže za měsíce leden a únor a jeden z jeho tří gólů při výhře 5:1 nad Hull City byl vybrán jako únorový Gól měsíce soutěže a klubový Gól sezóny.
Benrahma vynechal kvůli zranění kotníku celou předsezónu v létě 2019 a na hřiště se vrátil až v polovině srpna 2019, než se v průběhu měsíce vrátil zpět do základní sestavy. Za své výkony v sezóně 2019/20 jej fanoušci zvolili klubovým Hráčem roku a nominován do Jedenáctky sezóny EFL Championship, Benrahma v sezóně nastřílel v 46 zápasech 17 gólů, včetně dvou hattricků. Díky svým výkonům během sezóny, která skončila neúspěšným play-off o postup do Premier League, získal ocenění pro Hráče měsíce ledna podle fanoušků a ocenění pro Hráče měsíce v červenci 2020.

### West Ham United
Dne 16. října 2020 odešel Benrahma na roční hostování s opcí do prvoligového klubu West Hamu United. 31. října debutoval v klubu, když v 89. minutě ligového utkání proti Liverpoolu vystřídal Jarroda Bowena. Poprvé se objevil v základní jedenáctce 11. prosince při výhře 2:1 nad Leedsem United.
Dne 29. ledna 2021 uplatnil West Ham opci na trvalý přestup Benrahmy za částku ve výši 25-30 miliónů liber. Saïd se tak stal třetí nejdražší posilou klubu za Sébastienem Hallerem a Felipe Andersonem.

## Reprezentační kariéra
V září 2015 byl Benrahma poprvé povolán do alžírské reprezentace na přátelská utkání proti Guineji a Senegalu. Debutoval 13. října 2015 v zápase proti Senegalu, kdy vystřídal po 70 minutách Baghdada Bounedjaha při vítězství 1:0. Své další zápasy odehrál až v roce 2019, když byl nominován na zápasy kvalifikace na Africký pohár národů 2019; 26. března 2019 odehrál svůj druhý reprezentační zápas, a to proti Tunisku.

## Statistiky
K 24. dubnu 2021
| Klub                    | Sezóna  | Liga             | Liga   | Liga | Národní pohár | Národní pohár | Ligový pohár | Ligový pohár | Evropské poháry | Evropské poháry | Celkem | Celkem |
| Klub                    | Sezóna  | Liga             | Zápasy | Góly | Zápasy        | Góly          | Zápasy       | Góly         | Zápasy          | Góly            | Zápasy | Góly   |
| ----------------------- | ------- | ---------------- | ------ | ---- | ------------- | ------------- | ------------ | ------------ | --------------- | --------------- | ------ | ------ |
| Nice                    | 2013/14 | Ligue 1          | 5      | 0    | 0             | 0             | 0            | 0            | 0               | 0               | 5      | 0      |
| Nice                    | 2014/15 | Ligue 1          | 3      | 1    | 0             | 0             | 0            | 0            | —               | —               | 3      | 1      |
| Nice                    | 2015/16 | Ligue 1          | 9      | 2    | —             | —             | 1            | 0            | —               | —               | 10     | 2      |
| Nice                    | Celkem  | Celkem           | 17     | 3    | 0             | 0             | 1            | 0            | 0               | 0               | 18     | 3      |
| Angers (host.)          | 2015/16 | Ligue 1          | 12     | 1    | 1             | 0             | —            | —            | —               | —               | 13     | 1      |
| Gazélec Ajaccio (host.) | 2016/17 | Ligue 2          | 15     | 3    | 0             | 0             | —            | —            | —               | —               | 15     | 3      |
| Châteauroux (host.)     | 2017/18 | Ligue 2          | 31     | 9    | 3             | 3             | —            | —            | —               | —               | 34     | 12     |
| Brentford               | 2018/19 | EFL Championship | 38     | 10   | 4             | 0             | 3            | 1            | —               | —               | 45     | 11     |
| Brentford               | 2019/20 | EFL Championship | 46     | 17   | 0             | 0             | 0            | 0            | —               | —               | 46     | 17     |
| Brentford               | 2020/21 | EFL Championship | 2      | 0    | —             | —             | 1            | 2            | —               | —               | 3      | 2      |
| Brentford               | Celkem  | Celkem           | 86     | 27   | 4             | 0             | 4            | 3            | 0               | 0               | 94     | 30     |
| West Ham United (host.) | 2020/21 | Premier League   | 12     | 0    | 2             | 0             | —            | —            | —               | —               | 14     | 0      |
| West Ham United         | 2020/21 | Premier League   | 13     | 0    | 1             | 0             | —            | —            | —               | —               | 14     | 0      |
| West Ham United         | Celkem  | Celkem           | 25     | 0    | 3             | 0             | 0            | 0            | 0               | 0               | 28     | 0      |
| Celkem                  | Celkem  | Celkem           | 186    | 43   | 11            | 3             | 5            | 3            | 0               | 0               | 202    | 49     |

### Reprezentační
K 29. březnu 2021
| Alžírsko | Alžírsko | Alžírsko |
| Rok      | Zápasy   | Góly     |
| -------- | -------- | -------- |
| 2015     | 1        | 0        |
| 2019     | 2        | 0        |
| 2020     | 3        | 0        |
| 2021     | 1        | 0        |
| Celkem   | 7        | 0        |

## Ocenění

### Individuální
- Hráč měsíce EFL Championship podle fanoušků: Leden 2020[17]
- Hráč měsíce EFL Championship: Červenec 2020[18]
- Hráč roku Brentfordu podle fanoušků: 2019/20[14]
- Jedenáctka sezóny EFL Championship: 2019/20[15]